# نیکولائوس پلاستیراس
نیکولائوس پلاستیراس (یونانی: Νικόλαος Πλαστήρας؛ ۴ نوامبر ۱۸۸۳ – ۲۶ ژوئیهٔ ۱۹۵۳) یک سیاست‌مدار و نظامی اهل یونان بود.